# 浜田弥兵衛
浜田 弥兵衛（はまだ やひょうえ、旧字体：濱田彌兵衞、旧仮名遣い：はまだ やひゃうゑ、生没年不詳）は、江戸時代初期の朱印船の船長。長崎の人。1627年に起こったタイオワン事件（ノイツ事件）の実行者。1915年（大正4年）、贈従五位。

## タイオワン事件
寛永の頃までに日本では朱印船貿易が盛んになっていたが、その交易先のひとつで明国との非公式な貿易を行う際の中継基地的な重要性があったのが高砂（台湾）だった。そこにオランダ東インド会社が進出してこれを占領（1624年）、ゼーランディア城を建てこの地における交易には一律10％の関税をかけはじめた。
寛永4年（1627年）、長崎の貿易商・末次平蔵の朱印船の船の船長だった弥兵衛は、幕府の後援をうけて、オランダ総督ピーテル・ノイツを人質にし、オランダに関税撤回を要求。オランダはこれをのみ、高砂を自由貿易地にすることに成功した。

## 子孫
末次氏が4代末次茂朝で断絶すると、浜田氏は大村藩に仕えた。子孫の浜田謹吾は、15歳で鼓手として戊辰戦争に出征し、角館付近で戦死した。現在角館に銅像が建っている。

## 石碑
日本統治時代の台湾には、弥兵衛の事跡を記念して、ゼーランディア城に「贈従五位濱田彌兵衛武勇之趾」〔ママ〕と書かれた碑が建てられた。戦後「安平古堡」と書き換えられた。

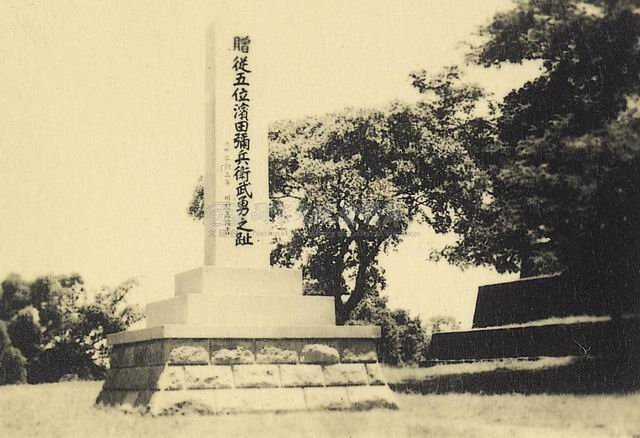
戦前の石碑
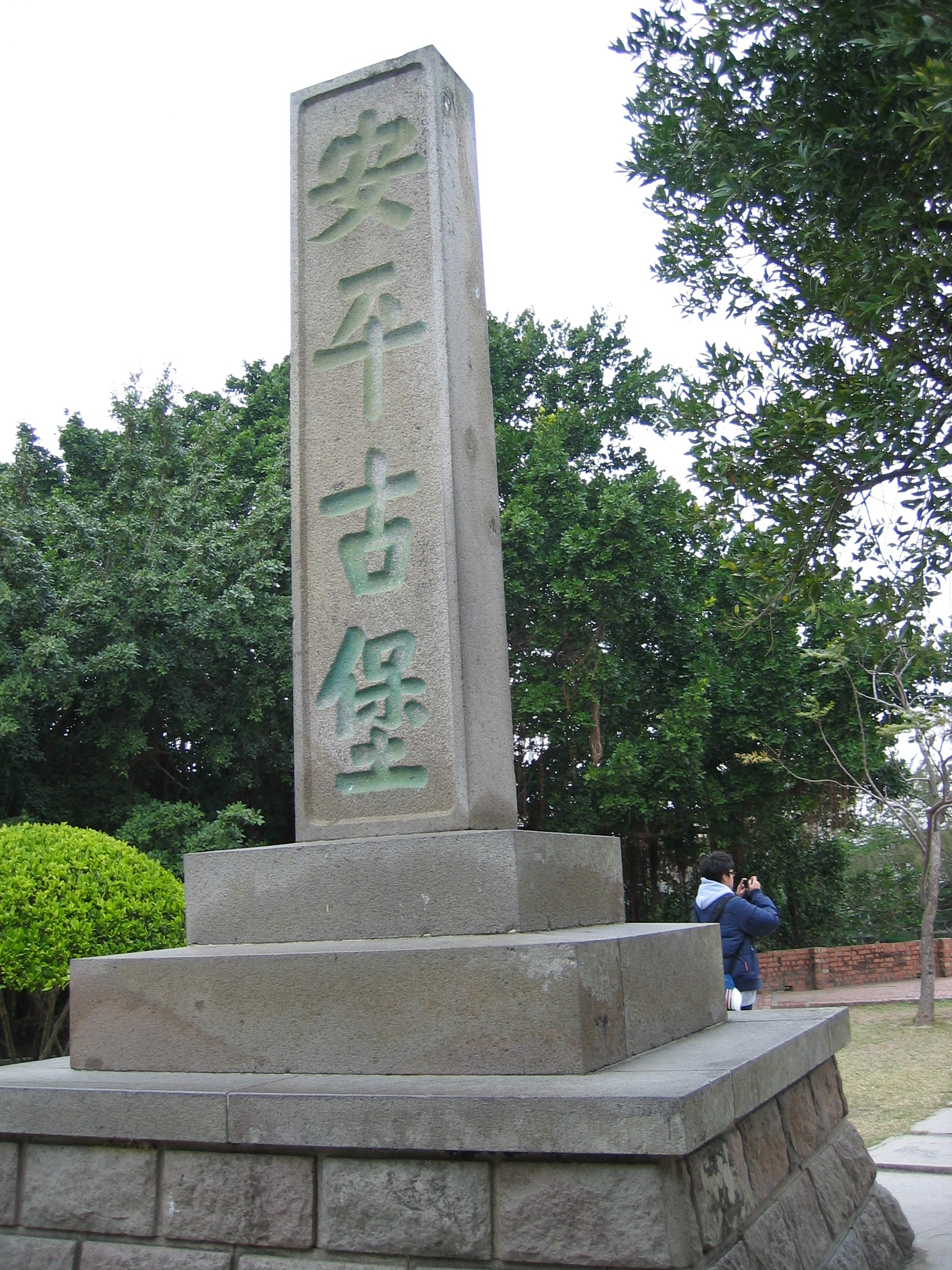
戦後の石碑

## 参考・出典
- 『黄金旅風』 飯嶋和一著 ISBN 4-09-386132-3
- 『もう一つの維新史-長崎・大村藩の場合-』 外山幹夫著　ISBN 4-10-600450-X